# 卦姑
卦姑為中國古代婦女職業之一，為三姑六婆中的一種。卦姑屬宗教人士，以占卜、算命、扶乩等为业。明朝陶宗仪所著的《辍耕录》中指「三姑者，尼姑、道姑、卦姑也。」。
三姑者為宗教中人神之間的媒介，在女性的民間信仰有其重要性。但因良莠不齊，令三姑六婆今日成為貶義之詞。